# Орфелин, Захарие
Захарие Орфелин (серб. Захарије Орфелин, настоящая фамилия — Стефанович) — сербский полимат, поэт, писатель и историк. Известен тем, что первым стал печатать книги на сербском языке и выпустил первый у южных славян журнал — «Славяно-сербский магазин».

## Биография
Орфелин родился в 1726 году в Вуковаре. Начальное образование получил мало, обучался живописи и гравированию в Венеции. Орфелин на протяжении всей жизни скитался и жил в нищете, кормясь только литературным заработком. Какой-то период работал учителем и чиновником. С 1757 года был секретарём митрополита Сремски-Карловци Павле Ненадовича. В 1768 году в Венеции Орфелин выпустил журнал «Славяно-сербский магазин», в котором призывал создать литературу на национальном языке. В предисловии к «магазину» писатель восхваляет новый век, который даёт возможность распространять знание среди народа. Орфелин скончался 19 января 1785 года в Нови-Саде.

## Творчество и труды
Деятельность Орфелина вдохновлена идеями свободы и независимости. Он выразил стремление сербского народа к независимости в поэмах «Горестный плач…» (1761, Венеция) и «Плач Сербии, еяже сыны в различные государства рассеялися» (1763, Венеция). Также известны его «Оды» и «Мелодии», написанные на патриотические темы и содержащие идею освобождения Сербии.
Последователями Орфелина в деле введения национального сербского языка стали Доситей Обрадович и Вук Караджич.
Из исторических трудов Орфелина известны книги о Петре I и Екатерине II. Пётр I был идеалом Орфелина, посвящённый ему труд был опубликован в 1772 году под названием «Житие и славные дела государя императора Петра Великого, самодержца всероссийского. С приложением краткой географической и политической истории о Российском царстве» с перечнем использованных источников. Это первое южнославянское произведение, посвящённое Петру.
В 1774 году Орфелин издал очерк, посвящённый Екатерине II. 
Также писал богословские сочинения.